# Paul do Taipal
Paul do Taipal este o arie protejată (arie de protecție specială avifaunistică — SPA) din Portugalia întinsă pe o suprafață de 221,41 ha, integral pe uscat.

## Localizare
Centrul sitului Paul do Taipal este situat la coordonatele 40°11′04″N 8°41′23″W / 40.184573°N 8.689814°V.

## Înființare
Situl Paul do Taipal a fost declarat arie de protecție specială avifaunistică în august 1999 pentru a proteja 30 de specii de animale.

## Biodiversitate
Situată în ecoregiunea mediteraneană, aria protejată nu include niciun habitat protejat.
La baza desemnării sitului se află mai multe specii protejate de  păsări (30): lăcar mare (Acrocephalus arundinaceus), lăcar-de-rogoz (Acrocephalus schoenobaenus), lăcar-de-lac (Acrocephalus scirpaceus), pescăruș albastru (Alcedo atthis), rață sulițar (Anas acuta), rață lingurar (Anas clypeata), rață pitică (Anas crecca), rață fluierătoare (Anas penelope), rață mare (Anas platyrhynchos), rață cârâitoare (Anas querquedula), rață pestriță (Anas strepera), stârc roșu (Ardea purpurea), rață-cu-cap-castaniu (Aythya ferina), rața moțată (Aythya fuligula), chirighiță-cu-obraz-alb (Chlidonias hybridus), barză albă (Ciconia ciconia), erete de stuf (Circus aeruginosus), egretă mică (Egretta garzetta), becațină comună (Gallinago gallinago), acvilă pitică (Hieraaetus pennatus), piciorong (Himantopus himantopus), stârc pitic (Ixobrychus minutus), grelușel-de-zăvoi (Locustella luscinioides), gușă albastră (Luscinia svecica), gaia neagră (Milvus migrans), gaia roșie (Milvus milvus), stârc de noapte (Nycticorax nycticorax), lopătar (Platalea leucorodia), cresteț pestriț (Porzana porzana), sitar de pădure (Scolopax rusticola).
Pe lângă speciile protejate, pe teritoriul sitului au mai fost identificate 1 specie de mamifere.